# مارسلینو برنال
مارسلینو برنال (اسپانیایی: Marcelino Bernal‎؛ زادهٔ ۲۷ مهٔ ۱۹۶۲) بازیکن فوتبال اهل مکزیک بود.
از باشگاه‌هایی که در آن بازی کرده‌است می‌توان به باشگاه فوتبال مونتری، باشگاه فوتبال اونیورسیداد ناسیونال، باشگاه فوتبال پاچوکا، و باشگاه فوتبال کروز آزول اشاره کرد.
وی همچنین در تیم ملی فوتبال مکزیک بازی کرده‌است.